# Steven Ugarković
Steven Ugarković (Baulkham Hills, 19 agosto 1994) è un calciatore australiano con cittadinanza croata, centrocampista del Melbourne City.

## Caratteristiche tecniche
È un centrocampista centrale.

## Palmarès
- Campionato australiano: 1

Melbourne City: 2024-2025